# Brzin
Brzin je priimek v Sloveniji, ki ga je po podatkih Statističnega urada Republike Slovenije na dan 1. januarja 2010 uporabljalo 82 oseb in je med vsemi priimki po pogostosti uporabe uvrščen na 5.150. mesto.

## Znani nosilci priimka
- Jože Brzin (*1947), biokemik
- Miroslav Brzin (1923—1999), biokemik